# 강홍식
강홍식(姜弘植, 1902년 12월 9일~1971년 10월 9일)은 일제강점기와 해방 후 조선민주주의인민공화국에서 활동하던 영화 감독, 영화 배우, 가수이다. 다른 예명으로 친쉰(秦勳, 진훈)이 있다.

## 생애
1902년 12월 9일 평안남도 평양에서 출생. 1917년 평양 광성고등보통학교 재학 중 가정을 탈출하여 일본으로 갔다. 일본 도쿄 다이조 중학교 4학년때 동경오페라단에 입단하여 이시이 바쿠(石井漠)에게서 춤과 노래를 배웠다. 이후 니카츠(日活)에서 야마모토 요시카즈(山本嘉一)의 제자로 이시이 데루오(石井輝男)이라는 예명으로 배우활동을 했다.
1925년 귀국하여 《장한몽》의 백낙관역으로 조선영화계에 데뷔했다. 같은 해《산채왕》에 출연했으며, 1927년에는 심훈 연출의 《먼 동이 틀 때》에 출연했다.
이후, 주로 무대에서 활동했다. 1927년 종합예술협회의 《뺨 맞은 그 자식》에서 주인공으로 출연했으며, 1929년 김소랑이 이끌던 취성좌에서 활동했다. 1930년 취성좌에서 탈퇴하여 지두한을 중심으로 하는 조선연극사를 세워 주인공으로 활동한다.
또한 음반 취입도 많이 하여 콜롬비아 레코드에서 《먼 동이 터온다》, 《처녀총각》, 《풍년타령》, 《청춘타령》, 《배따라기》 등이 신민요와 《유쾌한 시골영감》, 《가을날의 아가씨》, 《항구의 애수》, 《만나자 또 이별》 등의 대중가요를 취입했다.
1930년대말부터 다시 영화에 출연했다. 1941년 고려영화협회 제작, 최인규 연출의 《집 없는 천사》, 전창근 연출의 《복지만리》, 1943년 도호영화사 제작, 이마이 다다시 연출의 《망루의 결사대》, 1944년 조영 제작, 방한준 연출의 《거경전》, 최인규 연출의 《태양의 아이들》등의 영화에 출연했다.
1945년 8월 15일 이후, 황해도 신천에서 예술공작대의 책임자로 있었다. 1946년 북조선연극동맹 중앙위원, 1947년 북조선국립영화촬영소 연출부장, 1951년 조선영화동맹 위원 등을 역임했다. 특히 1949년 북한 최초의 예술영화 《내고향》을 연출했다. 6.25전쟁시 《비행기 사냥꾼조》를 연출했으며, 전후에는 《산뫼》, 《바다로 가자》,《어랑천》, 《항쟁의 서곡》등을 연출했으며 《최학신의 일가》에서는 배우로 출연했다.
공훈예술가였으나 숙청되어 요덕수용소에서 1971년 10월 9일 사망했다.

## 참고 자료
- 최창호 (2002). 《민족 수난기의 연극2》. 평양: 평양출판사. 256~258쪽쪽.

## 가족 관계
- 배우자 : 전옥 (1911년 4월 2일 ~ 1969년 10월 22일)
- 딸 : 강효실 (1932년 2월 10일 ~ 1996년 11월 2일)
  - 사위 : 최무룡 (1928년 2월 25일 ~ 1999년 11월 11일) - 1954년 결혼, 1962년 이혼
    - 외손자 : 최민수 (1962년 3월 27일 ~ )
      - 외손부 : 강주은 (1971년 4월 15일 ~ )
        - 첫째 외증손자 : 최유성 (1996년 ~ )
        - 둘째 외증손자 : 최유진 (2002년 ~ )

## 같이 보기
- 주인규
- 나운규
- 최민수 - 강홍식의 외손자